# Pitten (flod)
Pitten er den ene af Leithas to kildefloder i den østrigske delstat Niederösterreich. Floden er 23 km lang og udspringer i 435 meters højde i Wanghof, hvor Feistritzbach og Großer Pestingbach (som udspringer ved Wechselbjerget) flyder sammen.
I Haderswörth i kommunen Lanzenkirchen løber Pitten sammen Schwarza og danner derved Leitha.
Selvom Pitten normalt har en begrænset vandmængde sker der jævnligt oversvømmelser på grund af Pittens store afvandingsareal. Rekorden blev sat den 7. august 1999 med en vandmængde på 142 m³/s med en vandstand på 318 cm.
47°44′06″N 16°13′30″Ø / 47.735°N 16.225°Ø